# Poprava Ludvíka XVI.

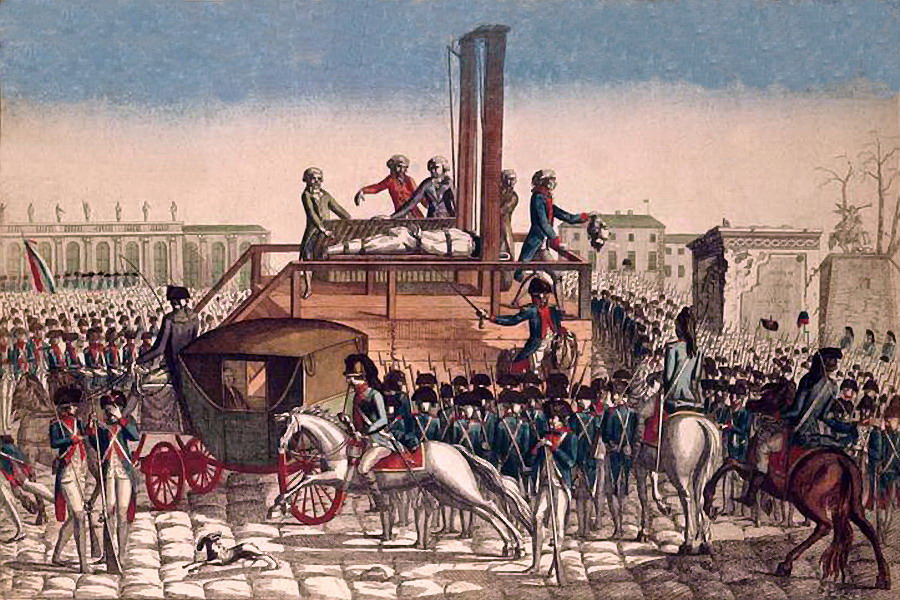
Kat ukazuje davu královu useknutou hlavu

Poprava Ludvíka XVI. se uskutečnila pomocí gilotiny dne 21. ledna 1793 v 10.22 v Paříži na Place de la Révolution poté, co trest smrti odhlasoval Konvent po procesu s králem. Jedná se o jeden z významných momentů Velké francouzské revoluce, neboť poprvé poddaní odhlasovali pro svého panovníka trest smrti.

## Události před popravou
Po útoku na Tuilerie 10. srpna 1792 byl Ludvík XVI. se svou rodinou internován v pařížském Templu a nařčen z velezrady. Po svém procesu byl král těsnou většinou jednoho hlasu odsouzen Konventem k trestu smrti. Rozsudek byl stanoven na 21. ledna 1793.

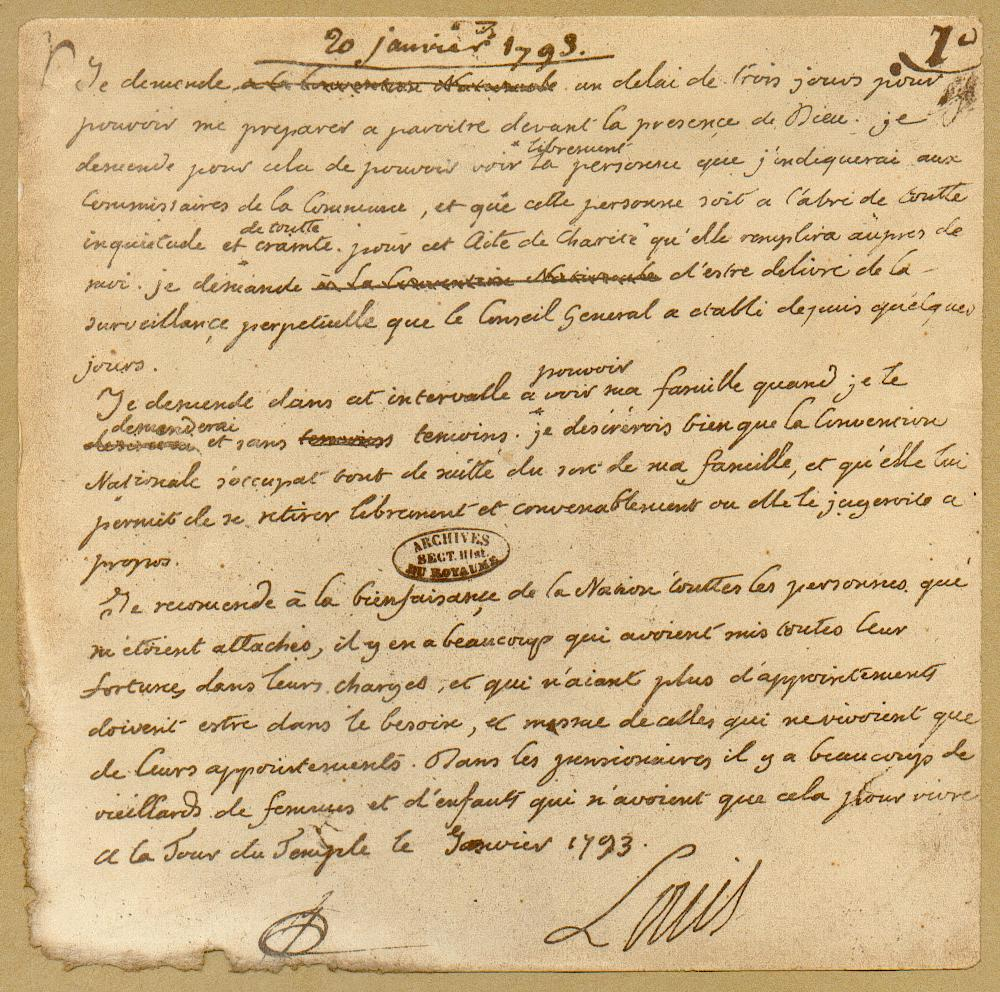
Ludvík XVI. žádá konvent o třídenní odklad popravy.

## Předvečer popravy 20. ledna 1793
Po hlasování o trestu smrti vyslal Konvent do Templu delegaci, aby mu oznámila verdikt. Král se snažil získat třídenní odklad, aby se mohl důsledně rozloučit s rodinou, ovšem poslanci odmítli odložit datum popravy a ta měla být provedena následujícího dne, jak bylo odhlasováno. Poslední večeři král obdržel v 19 hodin. Nepřítomnost vidličky a nože okomentoval: „To si myslí, že jsem tak zbabělý, abych si sáhl na život?“ Kolem osmé hodiny večer poprvé hovořil se svým zpovědníkem Henrim Edgeworthem de Firmont. Poté přijal svou rodinu – manželku Marii Antoinettu, své děti Marii Terezii a dauphina Ludvíka a svou sestru Alžbětu Filipínu Francouzskou. Stráže sledovaly scénu přes částečně prosklenou přepážku. Král žádal svého syna, že nikdy nebude chtít pomstít jeho smrt a ten mu to slíbil. Marie Antoinetta prosila svého manžela, aby ji ještě jednou ráno před popravou přijal. Ten ji na její naléhání slíbil přijmout v sedm hodin, neboť ji nechtěl odmítnout. Přibližně ve 23 hodin královská rodina odešla a Ludvík XVI. znovu hovořil se svým zpovědníkem. Šel si lehnout asi půl hodiny po půlnoci.

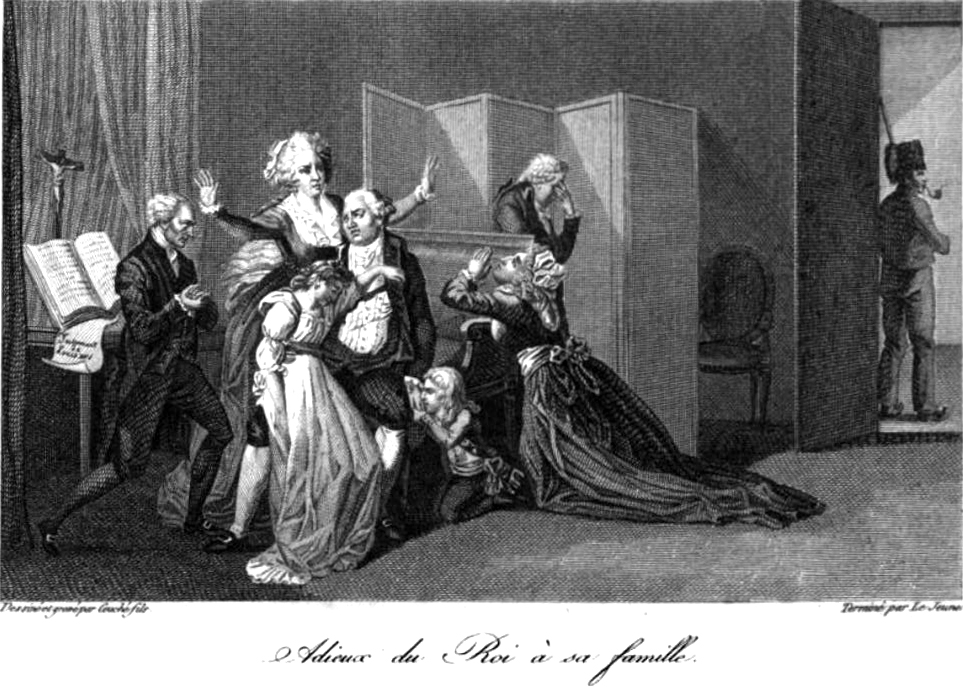
Ludvík XVI. se loučí s rodinou

## Den popravy 21. ledna 1793

### Poslední hodiny v Templu
V pět hodin ráno krále vzbudil jeho komorník Jean-Baptiste Cléry, který strávil noc na židli vedle něj. Odsouzený mu řekl: „Spal jsem dobře, potřeboval jsem to.“ Král se oholil, vyndal z kapsy brýle, tabatěrku a měšec a oblékl si světle hnědý kabát se zlatými knoflíky. Chtěl od komorníka ostříhat, ale nedostal nůžky. Kolem šesté se dostavil Henri Edgeworth de Firmont. Z malé komody vytvořil oltář a sloužil králi poslední mši, ministroval mu komorník Cléry. Král zůstal po celou dobu na kolenou a přijal viaticum. Na knězovu radu se Ludvík XVI. vyhnul poslednímu rozloučení s rodinou. Když uslyšel ržání koní a řinčení zbraní vláčených po zemi, poznamenal: „Pravděpodobně se Národní garda začíná shromažďovat.“ Bezpečnostní opatření byla velmi rozsáhlá, protože v noci byl zavražděn Louis-Michel Lepeletier de Saint-Fargeau, který jako člen Konventu hlasoval pro královu smrt. V sedm hodin Ludvík XVI. nadiktoval zpovědníkovi svou poslední vůli. Komorníkovi svěřil pečetidlo se znakem Francie pro dauphina a korunovační prsten pro královnu se slovy „Řekněte jí, že ji opouštím s bolestí.“ Poté si se zpovědníkem ještě naposledy promluvil. Kolem osmé hodiny je přerušil Antoine Joseph Santerre, velitel Národní gardy, ale král odpověděl: „Právě mám jednání, počkejte, pak jsem váš.“ Obdržel od kněze poslední požehnání se slovy „Dokonáno jest.“, odevzdal svou poslední vůli jednomu z přítomných úředníků a odevzdal se do rukou Santerra.

### Převoz z věznice na náměstí

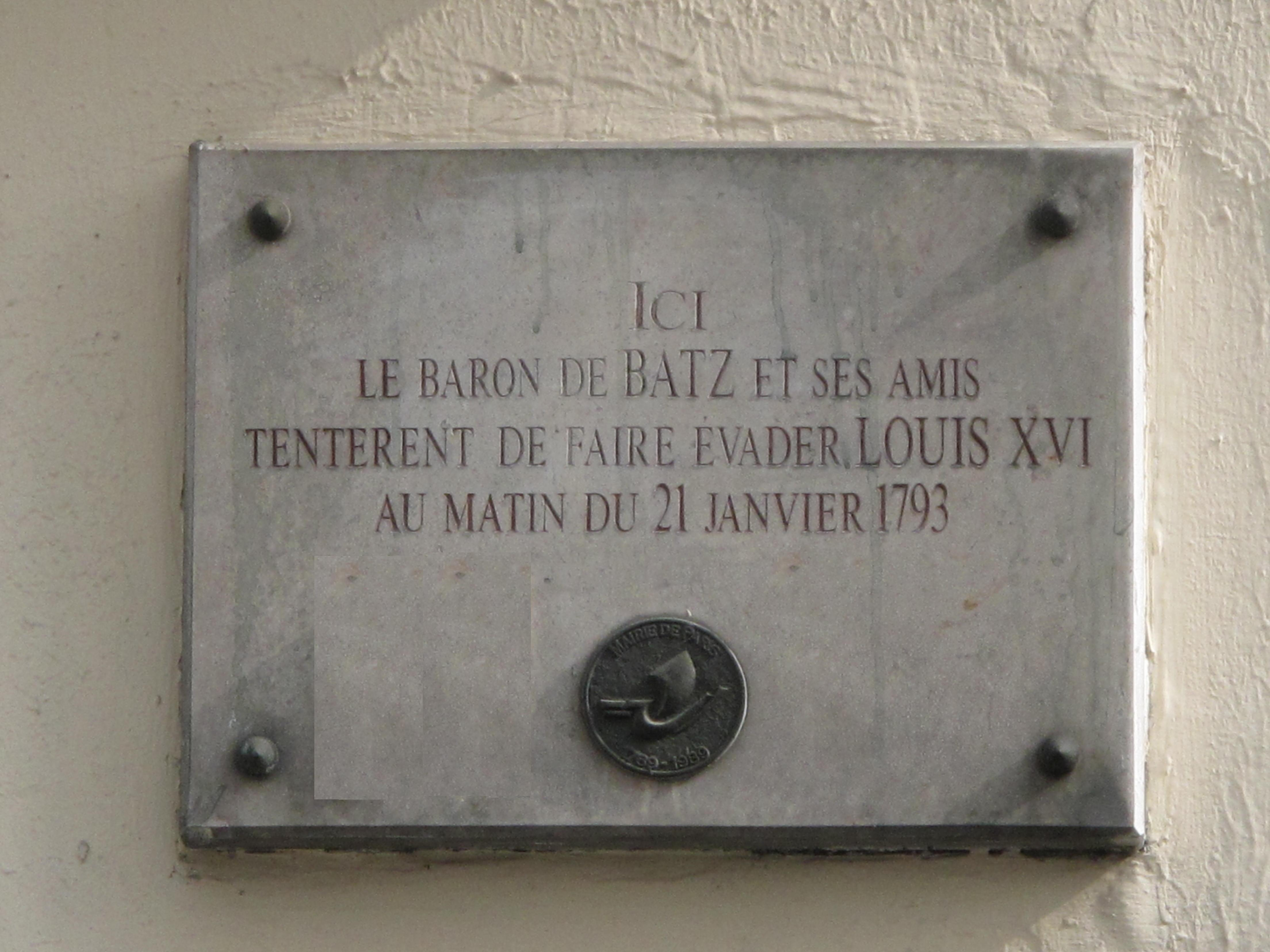
Pamětní deska na barona Jean-Pierre de Batz

Ráno 21. ledna byla teplota vzduchu 3 °C a byla mlha. Na druhém nádvoří Templu čekal zelený kočár pařížského starosty Nicolase Chambona, který získal povolení, aby král nebyl vezen v běžném povozu pro odsouzené. Ludvík XVI. nastoupil se zpovědníkem a dvěma vojáky, kteří seděli naproti nim. Kočár opustil Temple kolem deváté hodiny za zvuků bubnů a trumpet. Vjel napravo do Rue du Temple a poté po velkých bulvárech. Král si cestou předříkával žalmy. V Paříži bylo povoláno do zbraně na 80 000 mužů, kteří byli umístěni na křižovatkách, náměstích a podél ulic. Kanóny byly rozmístěny na všechna strategická místa. Kočár doprovázelo asi 200 ozbrojenců na koních. Na popravu se přišlo podívat velké množství obyvatel. Obchody byly zavřené. Většina osob byla potichu, někteří zpívají Ah! ça ira. Ve čtvrti Bonne Nouvelle v ulici Rue de Cléry se baron Jean-Pierre de Batz doprovázený asi 300 royalisty pokusil osvobodit krále. Akce ovšem nevyšla, tři lidé byli zabiti, baronovi se podařilo uprchnout. Kočár pokračoval od velkých bulvárů na Rue de la Revolution. V 10.15 dorazil na náměstí Revoluce a zastavil se u popraviště, které se nacházelo mezi Champs-Élysées a podstavcem sochy Ludvíka XV., která byla demontována. Červeně natřené lešení bylo umístěno uprostřed prázdného prostoru orámovaného kanóny a vojskem. Na udržení lidu v patřičné vzdálenosti bylo nasazeno 20 000 vojáků. Při pohledu na popraviště král pronesl: „Tak jsme tady, jestli se nemýlím.“

### Průběh popravy
Po výstupu z kočáru krále doprovázel kat Charles-Henri Sanson. Král si sundal hnědý kabát a kravatu. Na žádost Sansona si rozepnul límec u košile. Když viděl, že mu chtějí svázat ruce, král se bránil. Zpovědník krále přesvědčil s odkazem na Kristův příklad. Ludvík XVI. odpověděl svým katům: „Dělejte, co chcete, vypiji kalich až do dna.“ Poté mu svázali ruce jeho vlastním kapesníkem, Sansonův pomocník mu odřízl límec a klopy a ostříhal ho. Za doprovodu bubnování král, kterému pomáhal zpovědník Edgeworth, stoupal po schodech a doprovázel Sansona a jeho čtyři pomocníky na plošinu.
Proti všemu očekávání Ludvík XVI. přikročil na levý okraj popraviště. Pokynul bubeníkům, aby přestali a silně zvolal: „Umírám nevinný ze všech zločinů, které mi jsou přičítány. Odpouštím autorům mé smrti. Modlím se k Bohu, aby krev, kterou prolijete, nikdy nepadla na Francii.“ Chtěl pokračovat, ale byl vydán rozkaz, aby bubeníci přehlušili jeho hlas. Kněz Firmont na něj zvolá: „Synu svatého Ludvíka, vystup na nebe!“
V 10:22 se spustilo ostří gilotiny, které oddělilo hlavu. Kat Charles-Henri Sanson ji zdvihl a ukázal lidu. Někteří diváci vykřikovali „Ať žije národ! Ať žije republika! Ať žije svoboda!“ Ozvalo se několik dělostřeleckých salv a někteří tančili farandolu (provensálský lidový tanec). Jacques Roux, komisař Pařížské komuny, zapisoval průběh popravy a poznamenal, že někteří občané namáčeli kapesníky do královy krve a chtěli po katech, aby jim prodali královy vlasy. Děla oznamují královské rodině v Templu, že poprava byla vykonána.
Kolem 10:25 se Christopherovi Potterovi podařilo oklamat skupinu sansculotů shromážděných kolem gilotiny a za jeden louis d'or získat královy vlasy a kapesník namočený v krvi. Potter poté zmizel v davu a později relikvie odvezl do Anglie, kde je se svým bratrem Georgem Potterem nabídli králi Jiřímu III.

## Pohřbení ostatků

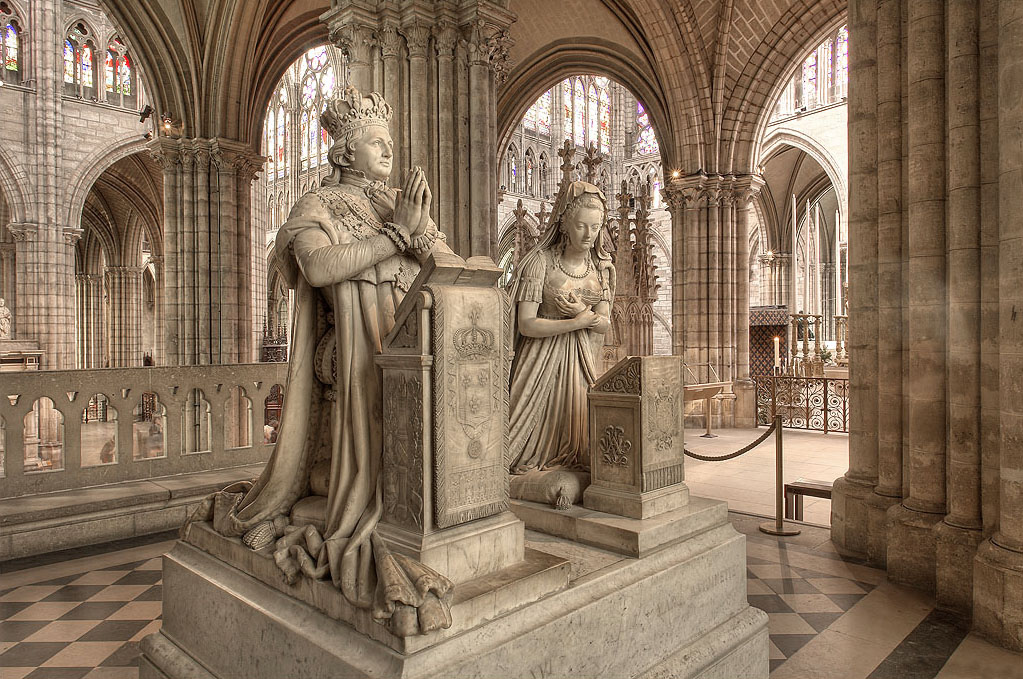
Kenotaf Ludvíka XVI.

Tělo Ludvíka XVI. bylo okamžitě uloženo do popravčí káry a převezeno na hřbitov Madeleine. Konvent odmítl pohřbít Ludvíka XVI. k jeho otci Ludvíku Ferdinandu Bourbonskému. Pohřeb provedli v kostele La Madeleine dva faráři loajální k revoluci. Tělo bylo uloženo do rakve a podle rozkazu vhozeno do neoznačené jámy s vápnem. Hlava byla umístěna u nohou. Dohledem nad vykonáním rozkazu Konventu byl pověřen poslanec Jean-Jacques-Régis de Cambacérès.
Dne 21. ledna 1815 byly královy ostatky pohřbeny v bazilice Saint-Denis. V roce 1816 králův bratr Ludvík XVIII. zde nechal zbudovat kenotaf – mramorovou sochu klečícího Ludvíka XVI., kterou vytvořil Edme Gaulle.
Úmrtní list Ludvíka Kapeta byl vystaven 18. března 1793. Originál byl zničen při požáru pařížské radnice v roce 1871 během Pařížské komuny, ale zachoval se v kopii, kterou pořídil některý z archivářů.

## Vzpomínkové akce
Na místě, kde byl pohřben Ludvík XVI. a později Marie Antoinetta (16. října 1793) na bývalém hřbitově Madeleine (dnes přeměněný na Square Louis-XVI) byla vybudována kaple smíření. Oltář v její kryptě se nachází přesně v místě, kde byl král pohřben. Každoročně se zde koná 21. ledna katolická mše na paměť panovníka. Velká akce se konala v roce 1993 u příležitosti 200. výročí popravy na Place de la Concorde, při které francouzský herec Jean-Pierre Darras přečetl panovníkovu závěť.